# Lębork
Lębork (pronuncia: lembork; in casciubo Lãbórg, in tedesco Lauenburg in Pommern) è una città polacca del distretto di Lębork nel voivodato della Pomerania. Ricopre una superficie di 17,86 km² e nel 2007 contava 34 918 abitanti.

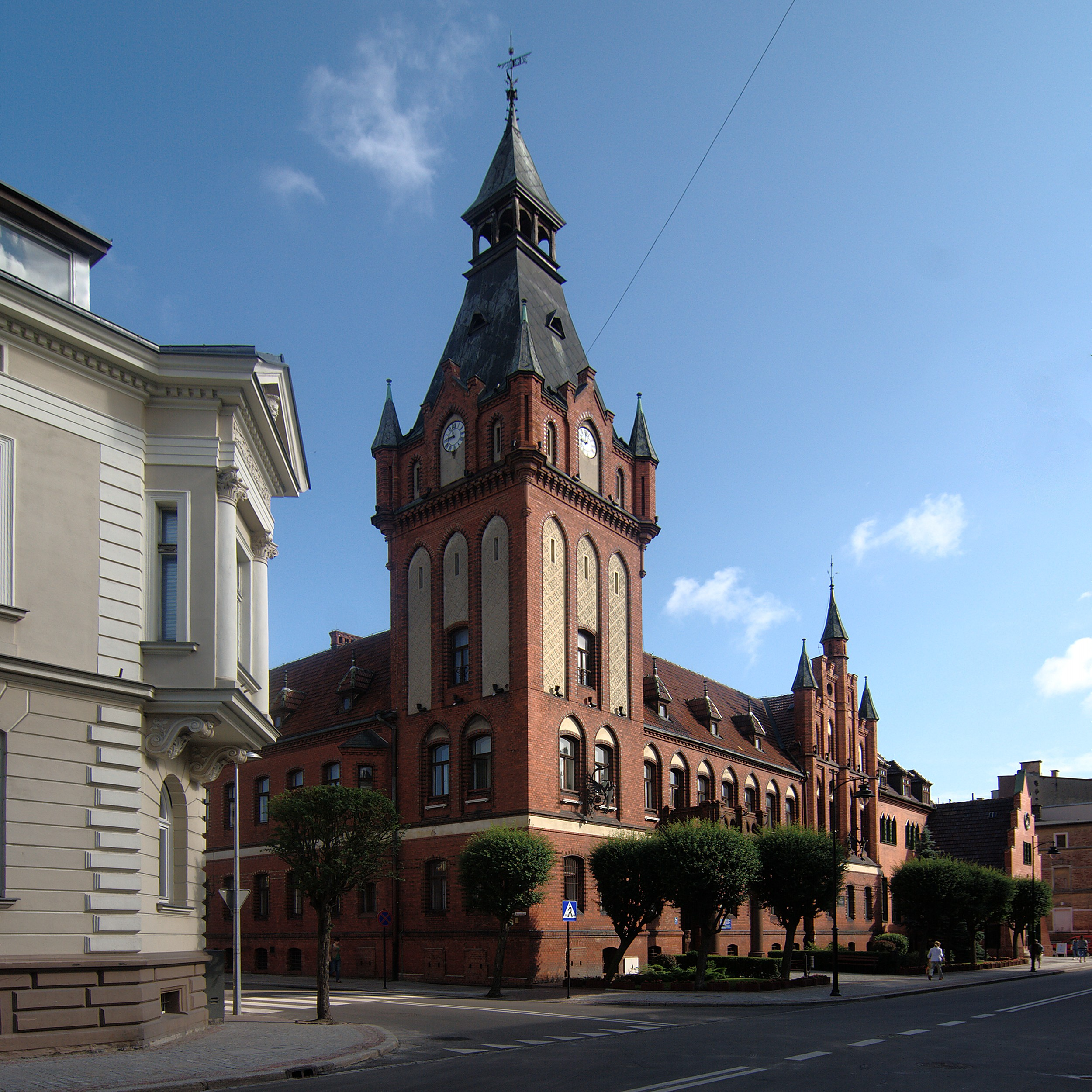
Il municipio di Lębork

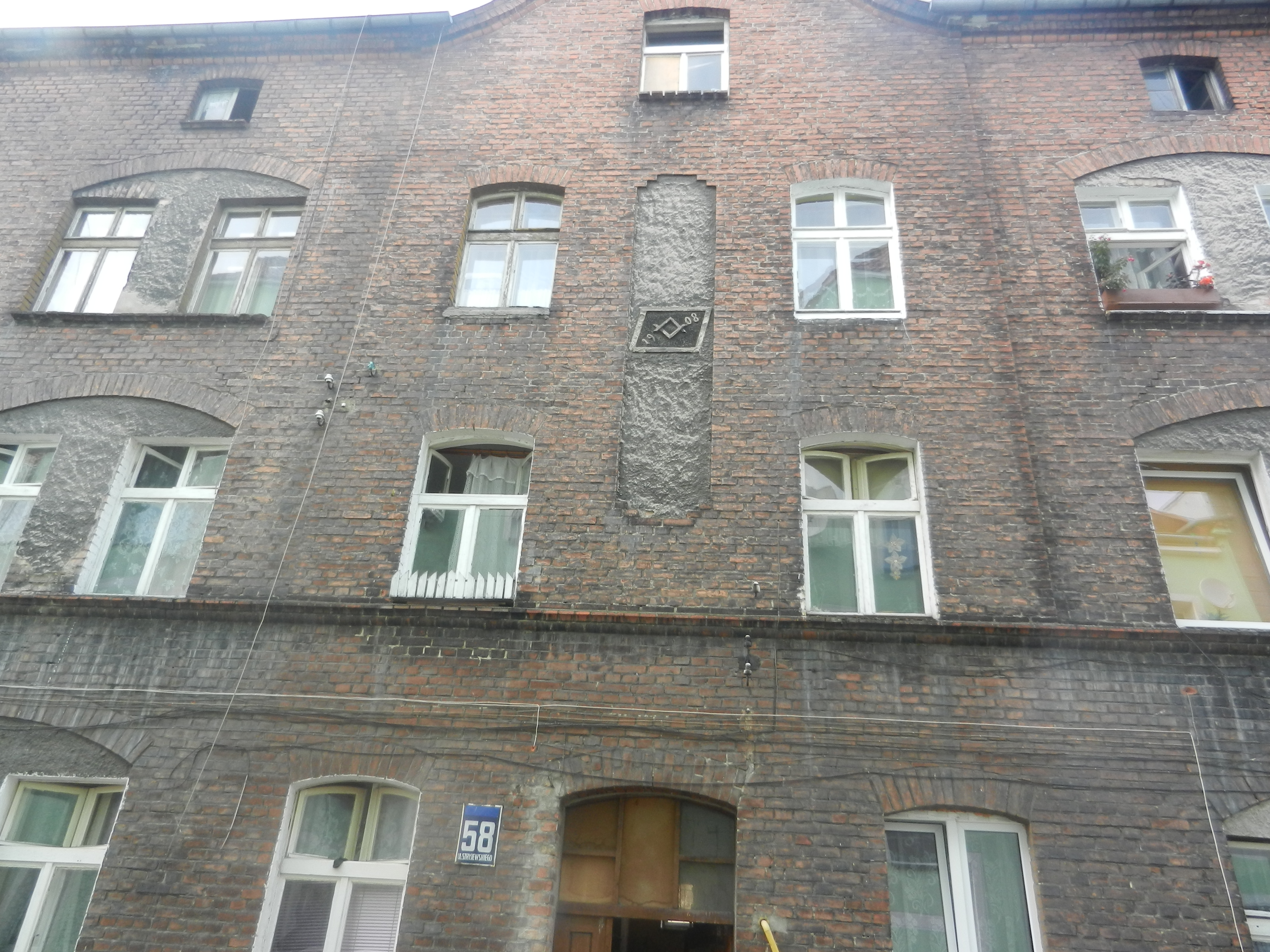
Uno dei locali della ex loggia massonica in Lębork